# Nove racconti
(J.D. Salinger, Nove racconti)
Nove racconti (Nine Stories) è una raccolta di racconti del 1953 scritti da J. D. Salinger.

## Racconti
- Un giorno ideale per i pescibanana (A Perfect Day for Bananafish) - (1948)
- Lo zio Wiggily nel Connecticut (Uncle Wiggily in Connecticut) - (1948)
- Alla vigilia della guerra contro gli Esquimesi (Just Before the War with the Eskimos) - (1948)
- L'Uomo Ghignante (The Laughing Man) - (1949)
- Giù al dinghy (Down at the Dinghy) - (1949)
- Per Esmé: con amore e squallore (For Esmé with Love and Squalor) - (1950)
- Bella bocca e occhi miei verdi (Pretty Mouth and Green My Eyes) - (1951)
- Il periodo blu di De Daumier-Smith (De Daumier-Smith's Blue Period) - (1952)
- Teddy (Teddy) - (1953)

## Edizioni
- J.D. Salinger, Nove racconti, collana Supercoralli, Einaudi, 1962.
- J.D. Salinger, Nove racconti, collana L'Arcipelago Einaudi, Einaudi, 2004.
- J.D. Salinger, Nove racconti, collana ET Scrittori, Einaudi, 2009.